# Cave (píseň)
Cave je druhý singl z debutového alba Showbiz britské alternativní rockové kapely Muse. V obchodech ve Spojeném království se začal prodávat 6. září 1999 ve formátu dvojCD a na 7" vinylu. Skladba se také objevila na živém koncertním DVD Hullabaloo, na soundtracku k filmu Malý Nicky – Satan Junior a byla použita jako ústřední téma k seriálu Beast Wars. K singlu Cave, stejně jako k singlům Map of Problematique a Apocalypse Please, nebyl natočen žádný oficiální videoklip.
Cave byl také vydán na CD jako pěti trackové EP s názvem Cave EP. V roce 2000 ho v tomto formátu distribuovala výhradně jen v USA společnost Maverick Records.

## Verze singlu

### CD 1
1. „Cave“ - 4:46
2. „Twin“ - 3:17
3. „Cave Remix“ - 5:09

### CD 2
1. „Cave“ - 4:46
2. „Host“ - 4:19
3. „Coma“ - 3:35

### 7" vinyl
1. „Cave“ - 4:46
2. „Cave (Instrumental Remix)“ - 5:04

### Cave EP (jen v USA)
1. „Cave (Radio Edit)“ - 3:07
2. „Muscle Museum (KCRW Live Acoustic Version)“ - 4:45
3. „Unintended (KCRW Live Acoustic Version)“ - 4:08
4. „Coma“ - 3:36
5. „Cave (Remix) “- 5:09

- songy z Cave EP Muscle Museum a Unitended jsou akustické verze pro rádio KCRW